# Sílvia Bel
Sílvia Bel Busquet (Barcelona, 24 de junio de 1970) es una actriz española de teatro, cine y televisión.

## Biografía
Es licenciada en Arte Dramático por la Escuela Superior de Arte Dramático de Barcelona, Instituto del Teatro 1992-1996.
En 1998, terminados los estudios y después de participar en diferentes espectáculos teatrales en Barcelona, se traslada a Madrid, donde junto al actor y director Karra Elejalde, protagoniza películas como Año mariano y Torapia. En 2003 regresa a los escenarios donde interpretará primeros papeles al lado de directores como Sergi Belbel, J. M. Mestres, Àlex Rigola, Amos Gitai, Hermann Bonnín, T. Casares o Joan Ollé entre otros.
En 2005 protagoniza el espectáculo teatral La xarxa, de Joan Brossa, interpretación con el que es galardonada con el premio de la crítica Serra d’Or, a la Mejor Aportación teatral del año, también es nominada a Mejor Actriz por los Premios Butaca. Por esta interpretación recibe el elogio de toda la crítica. A partir de este momento su carrera discurre entre teatro, televisión y cine. En televisión ha protagonizado series como Infidels, Ventdelplà o El cor de la ciutat.
En 2007 fue la Colometa de la Plaça del Diamant, que después de hacer temporada en el Teatro Nacional de Cataluña giró durante un año por diferentes teatros del país para terminar en Madrid, en el Centro Dramático Nacional.
Ha colaborado con músicos como Lluís Llach y Jordi Savall en diferentes conciertos poético-musicales.
En 2012 recibe el Premio Memorial Margarida Xirgu a la interpretación femenina más relevante de la temporada teatral barcelonesa.
Actualmente compagina su faceta de actriz con colaboraciones literarias en distintos medios y espacios culturales.

## Filmografía

### Películas
- Año mariano (2000)
- Torapia (2004)
- Xtrems (2009)
- Insensibles (2012)

### Cortometrajes
- Un mundo numérico (2007)

### Televisión
- Infidels (2009-2011)
- Ventdelplà (2008)
- El cor de la ciutat (2005-2007)
- Com si fos ahir (2017)

## Teatro
- Noves veus, nous poetes (1996)
- El procés (1997)
- Els dos bessons venecians (1998)
- Jo era a casa i esperava que vingués la pluja (1998)
- Quan serà pintada una escena de fons sense fi (1998)
- Les filles de King Kong (2002)
- Lleons al jardí, espill d'Abu Bakr (2004)
- La xarxa (2005)
- Sóc el defecte (2005)
- Aurora De Gollada (2006)
- Nausica (2006)
- Carnaval (2006-2007)
- El ventall de Lady Windermere (2007)
- La plaça del Diamant (2007-2008)
- Miquel (Homenatge a Martí i Pol) (2008)
- La casa dels cors trencats (2009)
- La guerre des fils de la lumière contre les fils des ténèbres (2009)
- Un marido ideal (2009-2010)
- Nit de reis (2010)
- Un mes al camp (2011)
- La ciutat (2011)
- La nostra Champions particular (2011)
- Homenatge institucional i popular a Josep Maria de Sagarra (2012)
- Un vas de plata (2012)